# Relaciones exteriores de Honduras

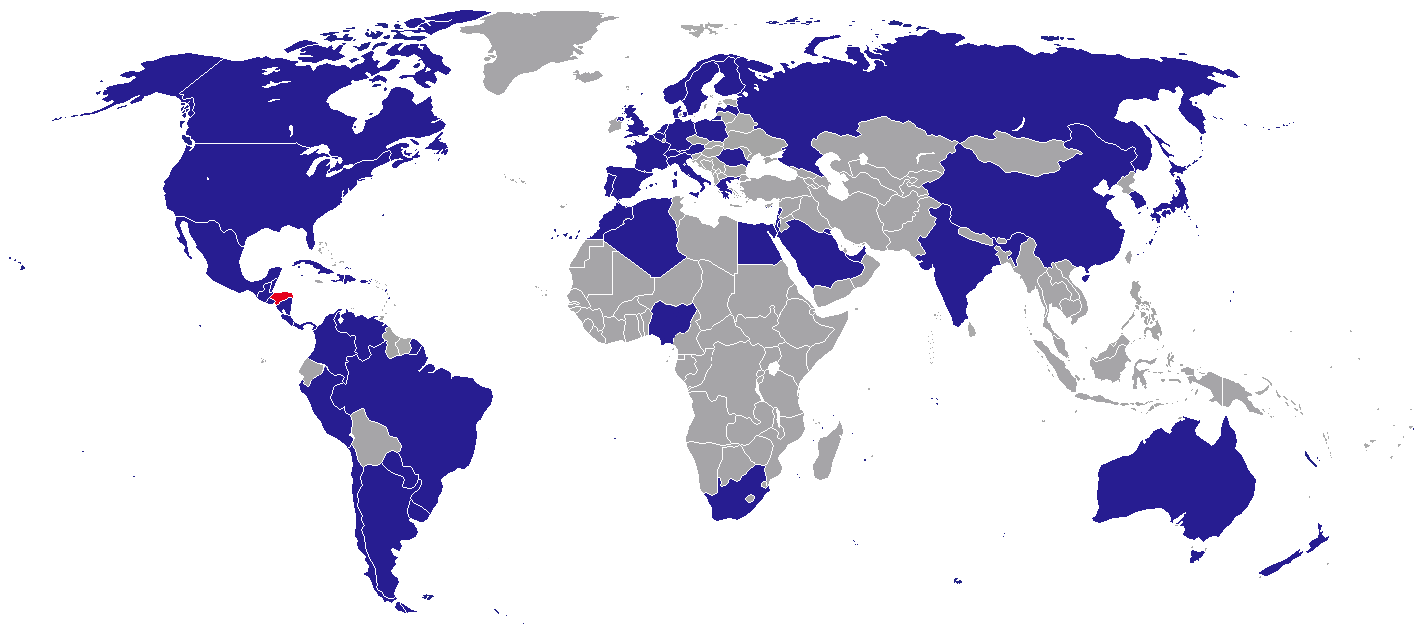
Misiones Diplomáticas de Honduras para 2024.

Las relaciones exteriores de Honduras son las relaciones que dicho país tiene con el resto del mundo, tanto en el campo político, como en los campos económico, comercial, militar, jurídico, geopolítico y geoestratégico. Desde sus inicios, Honduras ha sido un actor primordial en Centroamérica y ha jugado un rol importante en el escenario político global, aunque su orientación y alianzas han variado mucho a lo largo del tiempo y de los diferentes gobiernos. 
Algunos países internacionales con los que Honduras tiene relación son: Japón, república popular China,EE.UU,España,entre otros 
Estados Unidos es el socio económico más importante de Honduras.
```
Estados Unidos trabaja con Honduras para enfrentar obstáculos para lograr un crecimiento económico inclusivo. El comercio de bienes (bilateral) entre dos países fue de $11.6 mil millones en 2021.
```

Aun así, Honduras se ha caracterizado, en general, y con algunas excepciones, por un mayor nivel de autonomía respecto de las grandes potencias, y una política exterior más soberana, en comparación con otros países latinoamericanos, debido a su nivel de desarrollo, a la percepción de tener un rol importante que jugar en el mundo, y al mayor peso que han tenido a lo largo de su historia ideologías, intelectuales y corrientes antiimperialistas. En ese sentido, su política exterior es comparable a la de otras potencias intermedias.
Las relaciones exteriores de Honduras son gestionadas por la Secretaría de Relaciones Exteriores de Honduras. Actualmente, su ministro es Alden Rivera.

## Relaciones exteriores
Honduras cuenta con relaciones con los  países:
África: Argelia, Egipto, Morocco, Sudáfrica, Nigeria
América: Argentina, Belice, Brasil, Canadá, Chile, Colombia, Costa Rica, Cuba, El Salvador, Estados Unidos, Guatemala, Haití, México, Nicaragua, Panamá, Paraguay, Perú, República Dominicana, Uruguay, Venezuela.
Asia: Arabia Saudita, corea del Sur, Emiratos árabes Unidos, India, Israel, Japón, Kuwait, Líbano, Palestina, República Popular China. 
Europa: Alemania, Austria, Bélgica, Dinamarca, España, Finlandia, Francia, Grecia, Letonia, Luxemburgo, Noruega, Italia, Países bajos, Polonia, Portugal, Reino Unido, Rumanía, Rusia, Santa sede
Oceanía: Australia, Nueva Zelanda
Además cuenta con las siguientes misiones diplomáticas:
- Misión de Honduras ante la Organización de Estados Americanos (OEA)
- Misión Permanente ante la Organización de Naciones Unidas (ONU)
- Misión Permanente Honduras en las Naciones Unidas en Ginebra, Suiza
- Misión ante la Organización de las Naciones Unidas para la Educación, la Ciencia y la Cultura (Unesco).
- Misión Permanente de Honduras ante la Organización para la Alimentación y la Agricultura, Roma. (La FAO)